# James A. Hemenway

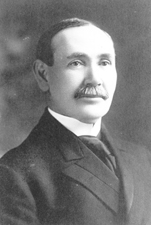
James A. Hemenway

James Alexander Hemenway, född 8 mars 1860 i Boonville, Indiana, död 10 februari 1923 i Miami, Florida, var en amerikansk republikansk politiker. Han representerade delstaten Indiana i båda kamrarna av USA:s kongress, först i representanthuset 1895-1905 och sedan i senaten 1905-1909.
Hemenway studerade juridik och inledde 1885 sin karriär som advokat i Boonville. Han arbetade som åklagare 1886-1890. Han utmanade kongressledamoten Arthur H. Taylor i kongressvalet 1894 och vann. Han omvaldes fem gånger till representanthuset.
Senator Charles W. Fairbanks avgick 1905 för att tillträda som USA:s vicepresident. Hemenway efterträdde Fairbanks som senator. Han kandiderade 1909 till omval men förlorade mot demokraten Benjamin F. Shively.
Hemenways grav finns på Maple Grove Cemetery i Boonville.